# 1224
Năm 1224 là một năm trong lịch Julius.